# Bionic (Christina Aguilera)
Bionic je četvrti studijski album američke pop pjevačice Christine Aguilere. Objavljen je 8. lipnja 2010. godine u izdanju diskografske RCA Records.

## O albumu
Na albumu od 18 pjesama Aguilera je surađivala producentima novog raspona, kao što su Tricky Stewart, Polow da Don i Samuel Dixon koji su producirali po tri pjesme s albuma, ali u raznim glazbenim stilovima koji uključuju R&B, pop, elektropop i synthpop.
Bionic je njen prvi studijski album nakon četverogodišnje pauze. Nasljeđuje album Back to Basics iz 2006. godine. Najavljen je singlom  "Not Myself Tonight" koji je u većini država dospio na jedno od prvih 40 mjesta ljestvica. Album je primio podijeljene recenzije od glazbenih kritičara. Jedni su pohvalili Aguileru jer je bila odvažna i eksperimentirala, dok su drugi osjetili da je bila pod jakim utjecajima suradnika što je rezultiralo nedosljednošću i nedostatkom fokusa. U SAD-u album je debitirao na trećem mjestu ljestvice Billboard 200 s prodanih 110 000 primjeraka i tako je postao njen album s najnižim mjestom na toj ljestvici.

## Singlovi
"Not Myself Tonight" je izdat kao glavni singl s albuma. Debitirao je i ostvario najvišu poziciju na 23. poziciji Billboarda Hot 100. U ostatku svijetu, singl je imao relativan uspjeh, ostvarujući najvišu poziciju u Ujedinjenom Kraljestvu na 12. mjestu.
"Woohoo" (feat. Nicki Minaj) je izdat kao drugi singl s albuma. Na iTunesu je postao dostupan za digitalni download 18. svibnja 2010., dok je na radio poslan 25. svibnja 2010. Pjesma se plasirala na 148. poziciju ljestvice singlova u Ujedinjenom Kraljestvu, iako tamo nikad nije bila izdata. Pjesma je uglavnom dobila pozitivne kritike, u kojima se hvali Nickin rep, te Christinine vokale
"You Lost Me" je izdat kao treći singl s albuma 6. srpnja 2010.

## Popis pjesama
| Br. | Skladba                          | Autor                                                                     | Producent(i)      | Trajanje |
| --- | -------------------------------- | ------------------------------------------------------------------------- | ----------------- | -------- |
| 1.  | »Bionic«                         | Christina Aguilera, Kalenna Harper, John Hill, David Taylor               | John Hill, Switch | 3:21     |
| 2.  | »Not Myself Tonight«             | Jamal Jones, Ester Dean, Jason Perry, Greg Curtis                         | Polow da Don      | 3:05     |
| 3.  | »Woohoo« (featuring Nicki Minaj) | Aguilera, Onika Maraj, Claude Kelly, Dean, Jones                          | Polow da Don      | 5:29     |
| 4.  | »Elastic Love«                   | Aguilera, Mathangi Arulpragasam, Hill, Taylor                             | John Hill, Switch | 3:34     |
| 5.  | »Desnudate«                      | Aguilera, Christopher Stewart, Kelly                                      | Tricky Stewart    | 4:25     |
| 6.  | »Love & Glamour (Intro)«         |                                                                           |                   | 0:11     |
| 7.  | »Glam«                           | Aguilera, Stewart, Kelly                                                  | Tricky Stewart    | 3:40     |
| 8.  | »Prima Donna«                    | Aguilera, Stewart, Kelly                                                  | Tricky Stewart    | 3:26     |
| 9.  | »Morning Dessert (Intro)«        | Bernard Edwards, Jr                                                       | Focus...          | 1:33     |
| 10. | »Sex for Breakfast«              | Aguilera, Noel Fisher, Edwards, Jr                                        | Focus...          | 4:49     |
| 11. | »Lift Me Up«                     | Linda Perry                                                               | Linda Perry       | 4:07     |
| 12. | »My Heart (Intro)«               |                                                                           |                   | 0:19     |
| 13. | »All I Need«                     | Aguilera, Sia Furler, Samuel Dixon                                        | Samuel Dixon      | 3:33     |
| 14. | »I Am«                           | Aguilera, Furler, Dixon                                                   | Samuel Dixon      | 3:55     |
| 15. | »You Lost Me«                    | Aguilera, Furler, Dixon                                                   | Samuel Dixon      | 4:18     |
| 16. | »I Hate Boys«                    | Aguilera, Jones, Dean, William Tyler, Bill Wellings, J.J. Hunter          | Polow da Don      | 2:24     |
| 17. | »My Girls« (featuring Peaches)   | Aguilera, Kathleen Hanna, Johanna Fateman, JD Samson, Merrill Beth Nisker | Le Tigre          | 3:08     |
| 18. | »Vanity«                         | Aguilera, Dean, Claude Kelly                                              | Ester Dean        | 4:21     |

| 19. | »Monday Morning«               | Aguilera, Sam Endicott, Hill, Taylor, Santi White                        | John Hill, Switch | 3:54 |
| 20. | »Bobblehead«                   | Aguilera, Hill, Taylor, White                                            | John Hill, Switch | 3:02 |
| 21. | »Birds of Prey«                | Aguilera, Cathy Dennis, Daniel Hunt, Reuben Wu, Helen Marnie, Mira Aroyo | Ladytron          | 4:20 |
| 22. | »Stronger than Ever«           | Aguilera, Furler, Dixon                                                  | Samuel Dixon      | 4:16 |
| 23. | »I Am« (Stripped)              | Aguilera, Furler, Dixon                                                  | Samuel Dixon      | 3:55 |
| 24. | »Little Dreamer« (samo iTunes) | Aguilera, Dennis, Hunt, Wu                                               | Ladytron          | 4:11 |

Autori uzoraka
- "Woohoo" sadrži uzorak iz pjesme "Add Már, Uram Az Esőt!" od Kati Kovács.[9]
- "I Hate Boys" sadrži uzorak iz pjesme "Jungle Juice" koju su napisali Bill Wellings and J.J. Hunter, a izvodio Elektrik Cokernut.[9]

Fan izdanje
Deluxe fan izdanje albuma sadrži:
- 12" dizajnirana kutija
- Album Bionic na 3 gramofonske ploče
- Deluxe izdanje albuma Bionic na CD-u s pet bonus pjesama i dodatnim drugačijim omotom albuma
- 24" × 36" poster s porukama od prvih 5 000 obožavatelja koji su naručili album

## Top ljestvice
| Top ljestvica (2010.)  | Najviša pozicija |
| ---------------------- | ---------------- |
| Australija             | 3                |
| Austrija               | 3                |
| Belgija (Flandrija)    | 4                |
| Belgija (Valonija)     | 23               |
| Češka                  | 4                |
| Kanada                 | 3                |
| Danska                 | 12               |
| Nizozemska             | 6                |
| Europa                 | 1                |
| Finska                 | 10               |
| Francuska              | 23               |
| Njemačka               | 6                |
| Grčka                  | 1                |
| Mađarska               | 12               |
| Irska                  | 4                |
| Italija                | 8                |
| Japan                  | 6                |
| Meksiko                | 8                |
| Novi Zeland            | 6                |
| Norveška               | 20               |
| Poljska                | 7                |
| Španjolska             | 4                |
| Švedska                | 9                |
| Švicarska              | 2                |
| Ujedinjeno Kraljevstvo | 1                |
| SAD Billboard 200      | 3                |

| Država     | Izdavač | Certifikacija |
| ---------- | ------- | ------------- |
| Australija | ARIA    | zlatna        |
| Austrija   | IFPI    | zlatna        |
| Grčka      | IFPI    | zlatna        |

## Povijest objavljivanja
| Regija                 | Datum              | Format                        | Izdavač                  | Katalog       |
| ---------------------- | ------------------ | ----------------------------- | ------------------------ | ------------- |
| Njemačka               | 4. lipnja 2010.    | standardno i deluxe izdanje   | Sony Music Entertainment |               |
| Nizozemska             | 4. lipnja 2010.    | standardno i deluxe izdanje   | Sony Music Entertainment | 2550009261837 |
| Australija             | 4. lipnja 2010.    | standardno i deluxe izdanje   | Sony Music Entertainment |               |
| Francuska              | 7. lipnja 2010.    | standardno i deluxe izdanje   | Sony Music Entertainment |               |
| Poljska                | 7. lipnja 2010.    | standardno i deluxe izdanje   | Sony Music Entertainment |               |
| Turska                 | 7. lipnja 2010.    | standardno i deluxe izdanje   | Sony Music Entertainment |               |
| Malezija               | 7. lipnja 2010.    | deluxe izdanje                | Sony Music Entertainment |               |
| Ujedinjeno Kraljevstvo | 7. lipnja 2010.    | standardno izdanje            | RCA Records              | 88697608672   |
| Ujedinjeno Kraljevstvo | 7. lipnja 2010.    | deluxe izdanje                | RCA Records              | 88697714912   |
| Ujedinjeno Kraljevstvo | 7. lipnja 2010.    | fan izdanje                   | RCA Records              |               |
| SAD                    | 8. lipnja 2010.    | standardno izdanje            | RCA Records              | 886977148620  |
| SAD                    | 8. lipnja 2010.    | posebno izdanje               | RCA Records              | 886977149122  |
| SAD                    | 8. lipnja 2010.    | fan izdanje                   | RCA Records              |               |
| Argentina              | 8. lipnja 2010.    | Standarno izdanje             | Sony Music Entertainment |               |
| Brazil                 | 8. lipnja 2010.    | Standarno izdanje             | Sony Music Entertainment | 886976086725  |
| Japan                  | 9. lipnja 2010.    | Standarno izdanje             | Sony Music Japan         | SICP2604      |
| Kina                   | 20. kolovoza 2010. | skraćeno izdanje (15 pjesama) | Sony Music Entertainment |               |

## Vanjske poveznice
- Bionic  Arhivirana inačica izvorne stranice od 8. lipnja 2010. (Wayback Machine) na Metacriticu